# Värnamo Flygklubb
Värnamo Flygklubb bildades i slutet av 1950-talet och är belägen på  Försvarsmaktens flygbas  Hagshult utanför Värnamo. Klubben har ca 50 flygande medlemmar och har två flygplan till förfogande. En Diamond DA40 NG och en Cessna 172 utrustad med Garmin 1000.